# Kernobst

Beim Kernobst ist die Frucht dem benachbarten Kurztrieb stets übergeordnet

Als Kernobst werden die als Obst genutzten Arten aus der Untertribus Kernobstgewächse (Pyrinae) in der Familie der Rosengewächse (Rosaceae) bezeichnet. Dies sind unter anderem:
- Apfel (Malus sylvestris)
- Birne (Pyrus communis)
- Quitte (Cydonia oblonga)
- Mispel (Mespilus germanica)
- Speierling (Sorbus domestica)
- Eberesche (Sorbus aucuparia)

Die Frucht wird als Apfelfrucht bezeichnet und ist botanisch gesehen eine Sammelbalgfrucht. Durch das Umwachsen der Fruchtblätter (und späteren Früchte) durch den hochwachsenden Blütenboden bildet sich eine so genannte Scheinfrucht. In ihrem Inneren befinden sich die eigentlichen Balgfrüchte (5 an der Zahl) mit den Samen (Kerne). Die Früchte des Kernobstes gehören zu den beliebtesten Nahrungsmitteln und können durch entsprechende Lagerverfahren über Monate in fast unveränderter Qualität erhalten werden (siehe Kernobstlagerung). Die weichen Samenkerne der Rosengewächse besitzen im Gegensatz zu den verholzten Steinobstkernen keine fest umschließende und weitgehend verholzte Kapsel, sondern ein bastartig elastisches Samengehäuse, in dem sie stecken.